# Intel 8085

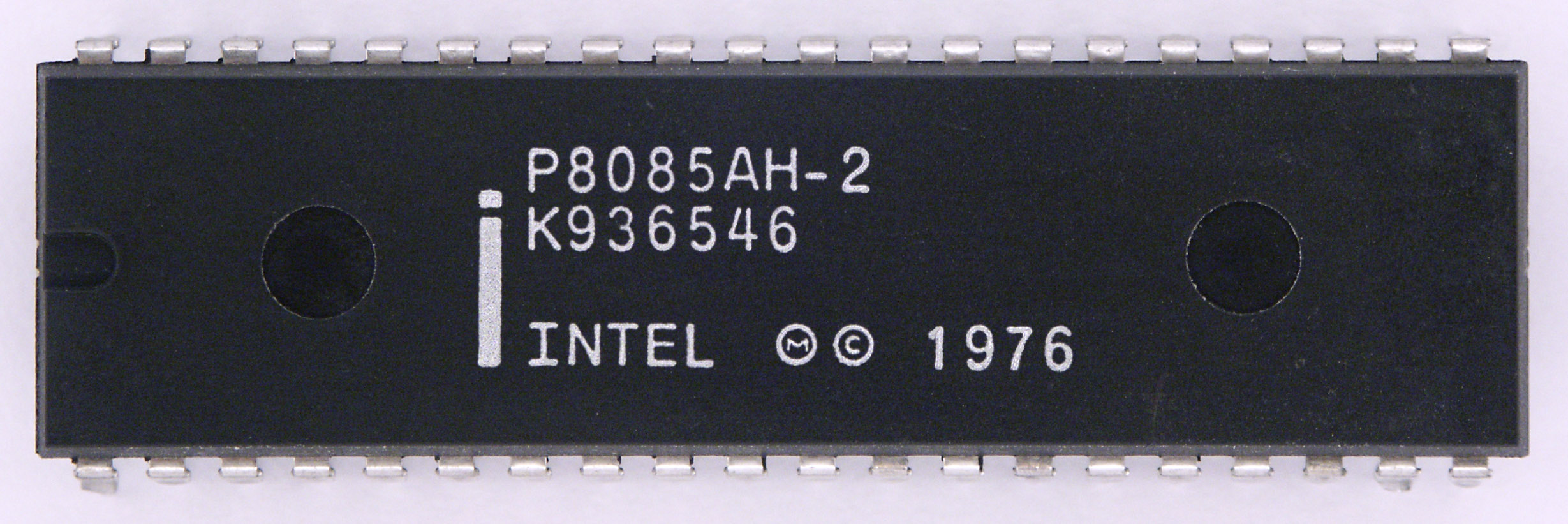
Intel 8085AH

De Intel 8085 is een 8-bit microprocessor die halverwege de jaren zeventig door Intel werd gemaakt. Hij is in staat om programmatuur die voor de bekendere 8080 geschreven is zonder meer te draaien. Het voordeel was echter dat de 8085 met goedkopere ondersteunende hardware werkte, waardoor goedkopere systemen gebouwd konden worden.
De reden voor de '5' in het modelnummer was dat de 8085 alleen een 5-volt voeding nodig had, in tegenstelling tot de 8080 die een 5-volt en een 12-volt voeding nodig had. Beide processoren werden gebruikt in computers die het besturingssysteem CP/M draaiden. Later werd de 8085 als een microcontroller gebruikt, voornamelijk omdat hij eenvoudigere componenten nodig had. Beide processoren zijn later echter verdrongen door de compatibele maar krachtigere Zilog Z80. Deze processor nam het grootste gedeelte van de CP/M computermarkt over, alsook een groot gedeelte van de homecomputermarkt begin jaren 80.
De 8085 is in staat om 65.536 afzonderlijke geheugenlocaties te benaderen, doch slechts één tegelijkertijd. Dit omdat het een 8-bit processor is en elke instructie 8 bits nodig heeft om uit te voeren. In tegenstelling tot enkele andere processors uit die tijd heeft hij een afzonderlijke adresruimte met 256 I/O-poorten. Ook heeft hij een ingebouwde rij registers, die gewoonlijk aangeduid worden met A, B, C, D, E, H en L. Voorts heeft de microprocessor drie hardwarematige HALT-instrucies op pin 7, 8 en 9, deze instructies heten respectievelijk RST 7.5, RST 6.5 en RST 5.5. De RST 7.5 wordt gebruikt in het geval van een spanningsval.